# Аула Деи
Монастырь Аула Деи (исп. Cartuja de Aula Dei) — бывший Картезианский мужской монастырь, расположенный примерно в 10 км к северу от города Сарагоса в Арагоне, северо-западная Испания. Монастырь был объявлен национальным памятником 16 февраля 1983 года.

## XVI–XXI века
Монастырь был основан в 1563 году Эрнандо де Арагоном, Архиепископом Сарагосы и внуком Католических королей. Архитектура внутренних помещений монастыря была спроектирована Мартином Митеза (Martín de Miteça) и Мигелем Риглосом (Miguel de Riglos) для размещения тридцати шести монахов, что в три раза больше, чем в обычном картезианском сообществе.
В 1809 году, во время Пиренейских войн, монастырь был занят французскими войсками, которые использовали его как казарму. Монахи были изгнаны и смогли вернуться только в 1814 году. Этот монастырь, как и большинство в Испании, был закрыт в 1836 году, а монахи были вынуждены его покинуть. Монастырь был повторно куплен картезианцами в 1901 году. В 1902 году в нем поселились монахи из французских картезианских монастырей Вальбон (Chartreuse de Valbonne) и Воклер (Chartreuse de Vauclaire). Монахи были вынуждены уехать из Франции из-за антиклерикальной политики премьер-министра страны Эмиля Комба.
Жизнь в картезианской монашеской общине, которая следует уставу Святого Бруно, отличается строгостью и закрытостью от внешнего мира. Это привело к конфликту со светскими властями Испании, которые накануне празднования 250-летия со дня рождения Франсиско Гойи потребовали от монастыря открыть фрески художника для всех желающих.
Право на посещение должны были получить как мужчины, так и женщины, что стало камнем преткновения, так как нахождение женщин на территории монастыря требует папского разрешения (буллы). За весь XX век монастырь посетили только три женщины: инфанта Изабель в 1913 году, реставратор Тереза Граса в 1978 году и секретарь суда Инес Лафуенте в 1995 году, и каждая из них получила предварительное согласие Ватикана на посещение.
После двух лет споров и под давлением властей, монахи были вынуждены пойти на компромисс и 19 января 1998 года подписали соглашение, по которому монастырь обязался раз в месяц допускать всех желающих к фрескам Франсиско Гойи. 11 ноября 1998 года королева София стала первой женщиной, которая посетила монастырь без папской буллы.

Нарушение привычного течения жизни, постепенное превращение монастыря в туристический центр и новые требования властей Арагона стали одними из причин, которые вынудили монахов покинуть обитель Аула Деи в 2011 году и перебраться в другой картезианский монастырь Испании — Порта Коэли (Cartuja de Porta Coeli), расположенный к северу от Валенсии. Уходя, монахи оставили монастырю свою библиотеку, насчитывавшую на тот момент порядка 20 тысяч книг. Комплекс бывшего монастыря Аула Деи был передан в 2012 году католической организации Chemin Neuf и стал центром последней в Испании.

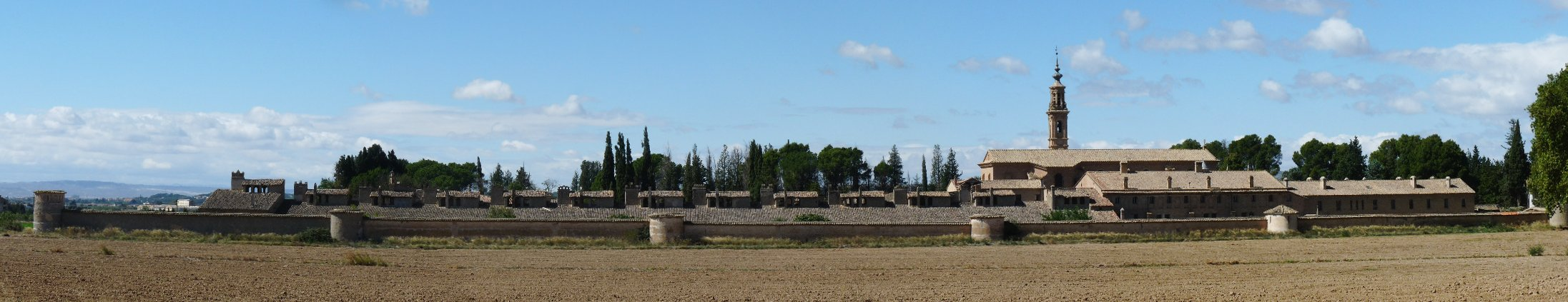
Вид на монастырь

## Фрески
Возвращение монахов в начале XX века стало спасением для ещё уцелевших художественных ценностей обители — и в первую очередь для главного убранства монастырской церкви — больших фресок Франсиско Гойи, которых к тому времени сохранилось лишь 7 из 11. Приглашенные в 1903 году французские художники — братья  Поль и  Амедей Бюффе  воссоздали  четыре утерянные фрески Гойи, а также частично реставрировали оставшиеся работы испанского художника. Более детальная и профессиональная реставрация фресок была проведена лишь в 1978-79 годах — Терезой Граса и Карлосом Барбоза — по заказу мадридского Института Реставрации (Instituto de Conservación y Restauración de Obras de Arte, Madrid).  Все 11 фресок посвящены  Жизни Девы Марии — главной покровительницы ордена картезианцев — и были созданы, между 1772 и 1774 годами. Из-за ограниченного доступа здания фрески остаются в значительной степени неизученными, несмотря на то, что это, возможно, самая впечатляющая ранняя работа Гойи.

## XXI век
Картезианские монахи покинули монастырь в августе 2012 года, передав монастырь католическому обществу Chemin Neuf. Теперь, как открытая религиозная община, Chemin Neuf предоставляет доступ к фрескам Гойи еженедельно.

## Внешние ссылки
- Описание монастыря (исп.)
- Goyarestauracion.com: сайт реставраторов фресок Гойи с фотографиями фресок и монастыря (исп.)